# Alvesta kyrka
Alvesta kyrka är en kyrkobyggnad i Aringsås socken, Alvesta församling i Småland och tillhör Växjö stift.

## Kyrkobyggnaden
Alvesta kyrka är en senmedeltida salkyrka med en sammanhållen renässans- och barockinteriör. Kyrkorummet domineras av färgstarka kalkmålningar i renässansstil. Exteriört finns bevarade rester av en akantusbård under takfoten. Bänkskärmar och dörrar i renässansstil är välbevarade och av stort kulturhistoriskt intresse. Kortaket är målat av Johan Christian Zschotzscher, Växjö, under fyra år Pehr Hörbergs läromästare. Även exteriört pryds kyrkan av dekorativa målningar. 
Under högkoret finns gravkor för ätten Koskull. Piporgeln är från 1778 och gjord av Pehr Schiörlin. 
Kyrkan har inget torn men utanför står en klockstapel i barockstil.I stapeln hänger tre klockor, en av dem är från 1555 och kan fortfarande brukas efter renovering 2015.
Vid kyrkogårdsmuren står en runsten, Smålands runinskrifter 1.

## Historik
Alvesta kyrka hette tidigare Aringsås kyrka efter det gamla sockennamnet.
Nuvarande kyrka har haft två föregångare av trä, den äldsta i form av en stavkyrka. Stenkyrkan byggdes ursprungligen 1440–1450 och omkring 1600 fick långhuset både utvändigt och invändigt dekorativa kalkmålningar i renässansstil. Under 1740-talet uppfördes ett vapenhus, år 1746 byggdes koret till och år 1792 sakristian. Under 1700-talet fick även koret takmålningar. Senaste renoveringen ägde rum 2013–2014.

## Inventarier
- Nattvardskalk med fot från 1300-talet.
- Patén från 1600-talet.
- Sockenbudstyg från 1600-talet.
- Väggplåtar från 1600-talet.
- Oblataskar från 1700-talet.
- Dopskål från 1700-talet.
- Ljuskrona från 1700-talet.
- Predikstol från 1747 i barockstil tillskriven stiftsbildhuggaren Sven Segervall, Växjö.
- Altartavla, föreställande nattvardens instiftande, inköpt 1755 av Lorens Gottman (1708-1779), renoverad 1856 av Bengt Nordenberg (1822-1902).

## Orglar
- Vid okänd tidpunkt erhåller kyrkan en 4-stämmig piporgel av Johan Niclas Cahman, Stockholm, (1679-1737). Orgeln skänktes till kyrkan av ryttmästaren Koskull. 1752 reparerades orgeln av Jonas Solberg, Värnamo.[1]

### Läktarorgel
- 1778: Pehr Schiörlin, Linköping, bygger ett mekaniskt orgelverk för kyrkan. Fasaden utformad med hög mitturell och lägre sidotureller krönta av oljelampor efter förslag av arkitekt Olof Tempelman. Ljudande fasadpipor; i de plana fälten Principal 8’ och i turellerna Principal 4’. Svarta undertangenter i manualklaveret. Omfång: manual C – d³, pedal C – a°.
- Omkring mitten av 1800-talet: Omdisponering, möjligen av Johannes Magnusson, Nässja, Lemnhult, varvid Qvintadena 8’ omändras till Fugara 8’ (enl. Bröderna Moberg, Sandviken).
- 1911: Hammarberg, Göteborg, installerar en 15-stämmig orgel med 2 manualer och pedal.
- 1912: Positivet, utom fasaden, nedmonteras och magasineras i ett förråd på kyrkogården.
- 1962: Hammarbergsorgeln tas ur bruk.
- 1964: Positivet återuppsätts och restaureras av Bröderna Moberg, Sandviken, som härvid bl.a. återställer Fugara 8’ till Qvintadena 8’, kompletterar felade pipor och rekonstruerar orgelhuset. Ny pedalklav, med utökat omfång till f¹, insättes. Orgeln stämd i korton. (Enl. förslag av domkyrkoorganist Gotthard Arnér, Stockholm.)

Ursprunglig & nuvarande disposition:
| Manual C-d³                       | Pedal C-a°/ f¹ |
| Principal 8', D (fasad)           | bihängd        |
| Gedacht 8', B/D                   |                |
| Qvintadena 8’                     |                |
| Principal 4’, B/D (fasad)         |                |
| Spets Fleut 4'                    |                |
| Gedacht Fleut 4'                  |                |
| Qvinta 3' (eg. 2 2/3')            |                |
| Octava 2'                         |                |
| Mixtur III chor. 1’ + 4/5' + 2/3' |                |
| Trumpet 8', B/D                   |                |
| Vox humana 8’, D                  |                |
| Tremulant                         |                |

- 1975: Bakom schiörlinorgeln sätter Västbo Orgelbyggeri, Långaryd, upp en mekanisk orgel med 2 manualer och pedal.

Disposition:
| Huvudverk I                      | Svällverk II      | Pedalverk       | Koppel              |
| Rörflöjt 8'                      | Gedackt 8'        | Subbas 16'      | Svällverk/huvudverk |
| Principal 4'                     | Spetsgamba 8'     | Gedackt 8'      | Huvudverk/pedalverk |
| Spetsflöjt 4'                    | Rörflöjt 4'       | Kvintadena 4'   | Svällverk/pedalverk |
| Oktav 2'                         | Principal 2'      | Rauschkvint III |                     |
| Sesquialtera II, 2 2/3' + 1 3/5' | Täckflöjt 2'      | Dulcian 16'     |                     |
| Mixtur III                       | Scharf II         |                 |                     |
|                                  | Krumhorn 8'       |                 |                     |
|                                  | Tremulant         |                 |                     |
|                                  | Crescendosvällare |                 |                     |

### Kororgel
- 1963 inköps ett mekaniskt 5-stämmigt positiv med delade register i bas/diskant och bihangspedal från Olof Hammarberg, Göteborg. Detta positiv flyttas senare till Skogskyrkan, Alvesta.

Disposition:
| Manual             | Pedal   |
| Gedakt 8', B/D     | bihängd |
| Rörflöjt 4', B/D   |         |
| Principal 2’, B/D  |         |
| Nasat 1 1/3', B/D  |         |
| Scharf I chor. B/D |         |